# 有馬則維
有馬 則維（ありま のりふさ）は、筑後久留米藩の第6代藩主。久留米藩有馬家7代。

## 生涯
延宝2年（1674年）、旗本石野則員の五男として生まれる。石野氏・有馬氏はともに赤松氏の庶流であり、久留米有馬家の祖・有馬則頼の娘は石野（赤松）氏満に嫁いでいる。則維は氏満の玄孫であり、則頼の外来孫にあたる。
貞享元年（1684年）、旗本・有馬則故（御使番3500石。則頼の孫）の養子となる。元禄5年（1692年）10月28日、第5代将軍・徳川綱吉に御目見する。
宝永3年（1706年）4月、久留米藩主・有馬頼旨の末期養子となり、5月2日に正式に遺領を継承する。当初、久留米藩有馬家では則維の次男・大二郎を養嗣子に迎えることを考えていたものの、幕府の指示により則維に改めたようである。宝永3年（1706年）12月19日、従四位下・玄蕃頭に叙任する。後に侍従に任官する。正徳3年（1713年）4月12日、初めてお国入りする許可を得る。
藩主となってからは改革に努めた。当時の藩は財政が悪化しており、則維は役人の整理や実力による官吏の登用や倹約によって財政を立て直そうとした。また、家老の合議体制を弱め、藩主の実権を強化した。
享保14年（1729年）7月6日、隠居して四男の頼徸に家督を譲る。元文3年（1738年）4月1日死去、享年65。

## 治世の出来事
- 床島用水の造成
現在の北野町、大刀洗町、宮ノ陣町、小郡市付近である筑後川の北側は肥沃な土地ながら、水不足に苦しんでいたが、目の前を流れる筑後川は川幅が広く流れも速いため、水を引くのが困難であった。また、川をせき止め、水路を作る計画を行っても隣接する福岡藩との紛争の種となるとして、40年もの間見送られていた。
宝永7（1710）年、大干魃が村を襲い、飢え死にする者が続出した。三井郡鏡村（現在の北野町金島) の高山六右衛門をはじめ5人の庄屋たちが工事の許しを久留米藩に要請し、則維がこれを認めた。藩から派遣された草野又六と六右衛門の指揮により3500人が工事に携わるが、大きな木や石も一瞬で押し倒され、失敗の連続だったという。さらに福岡藩の激しい抗議や妨害もあり、工事は困難を極めた。最後は山から運び出した数十万個の大きな石や墓石と、小石で作った石俵50万個を一気に沈め、完成した。工事費用は銀50貫もの大工事であった[5]。

## 系譜
- 父：石野則員（1636年 - 1677年）
- 母：小笠原長真の娘
- 養父：有馬則故
- 養父：有馬頼旨（1685年 - 1706年）
- 正室：市姫、瑞源院 - 谷衛広の娘
  - 長男：有馬則矩（1701年 - 1708年）
  - 次男：有馬大次郎（1703年 - 1708年）
- 側室：金兒氏
  - 三男：有馬則如（1709年 - 1718年）
- 側室：小林氏
  - 四男：有馬頼徸（1714年 - 1783年）
- 生母不詳の子女
  - 五男：有馬則恵（1720年 - 1738年）
  - 女子：梅渓院 - 稲葉董通正室
  - 女子：浄心院 - 津軽信著正室
  - 女子：成仙院 - 亀井茲延正室
- 養子
  - 女子：佐竹義堅正室 - 谷衛憑の娘

## 有馬則維を題材とする作品
- 風野真知雄『大名やくざ』 …主人公。本作では、則維の母方の祖父がやくざの親分で、本人もやくざとして育ち、やがて養子として藩主になるという設定。徳川綱吉、柳沢吉保、紀伊國屋文左衛門らが登場する。
- 帚木蓬生『天に星 地に花』